# 32e cérémonie des Tony Awards
La 32e cérémonie des Tony Awards a eu lieu le 4 juin 1978 au Shubert Theatre de Broadway et fut retransmise sur CBS. La cérémonie récompensait les productions de Broadway en cours pendant la saison 1978-1979.

## Cérémonie
La cérémonie présentée par Tony Bennett fut retransmise pour la première fois sur CBS. Elle était auparavant diffusée sur ABC.
Le thème de la cérémonie était "footlights" ("les feux de la rampe") et chaque présentateur a pu évoquer sa découverte de la scène.

### Prestations
Lors de la soirée, plusieurs personnalités se sont succédé pour la présentation des prix dont ; Ed Asner, Mikhail Baryshnikov, Carol Channing, Bonnie Franklin, Robert Guillaume, Julie Harris, Helen Hayes, Bob Hope, Gene Kelly, Linda Lavin, Jack Lemmon, Hal Linden, Roy Scheider et Dick Van Patten.
Plusieurs spectacles musicaux présentèrent quelques numéros en live :
- The Act ("City Lights" – Liza Minnelli et la troupe)
- Ain't Misbehavin' ("Ladies Who Sing with the Band"/"Off Time" – La troupe)
- Dancin' ("Sing, Sing, Sing" – La troupe)
- On the Twentieth Century ("On The Twentieth Century" – La troupe)
- Runaways (Medley – La troupe)

## Palmarès
| Meilleure pièce | Meilleure comédie musicale |
| --- | --- |
| - Da – Hugh Leonard - Chapter Two – Neil Simon - Deathtrap – Ira Levin - The Gin Game – D. L. Coburn | - Ain't Misbehavin' - Dancin' - On the Twentieth Century - Runaways |
| Production la plus innovante d'une reprise | Meilleur livret |
| - Dracula - Le Tartuffe ou l'Imposteur - Timbuktu! - La Marque du poète | - Betty Comden et Adolph Green – On the Twentieth Century - Christopher Durang – A History of the American Film - Elizabeth Swados – Runaways - Stephen Schwartz – Working                                                                                       |
| Meilleur acteur dans une pièce | Meilleure actrice dans une pièce |
| - Barnard Hughes – Da dans le rôle de Da - Hume Cronyn – The Gin Game dans le rôle de Weller Martin - Frank Langella – Dracula dans le rôle de Dracula - Jason Robards – La Marque du poète dans le rôle de Cornelius Melody | - Jessica Tandy – The Gin Game dans le rôle de Fonsia Dorsey - Anne Bancroft – Golda dans le rôle de Golda Meir - Anita Gillette – Chapter Two dans le rôle de Jennie Maclaine - Estelle Parsons – Miss Margarida's Way dans le rôle de Miss Margarida           |
| Meilleur acteur dans une comédie musicale | Meilleure actrice dans une comédie musicale |
| - John Cullum – On the Twentieth Century dans le rôle d'Oscar Jaffee - Eddie Bracken – Hello, Dolly! dans le rôle d'Horace Vandergelder - Barry Nelson – The Act dans le rôle de Dan Conners - Gilbert Price – Timbuktu! dans le rôle de The Mansa of Mali                                                                          | - Liza Minnelli – The Act dans le rôle de Michelle Craig - Madeline Kahn – On the Twentieth Century dans le rôle de Lily Garland/Mildred Plotka - Eartha Kitt – Timbuktu! dans le rôle de Shaleem La Lume - Frances Sternhagen – Angel dans le rôle d'Eliza Gant |
| Meilleur acteur de second rôle dans une pièce | Meilleure actrice de second rôle dans une pièce |
| - Lester Rawlins – Da dans le rôle de Drumm - Morgan Freeman – The Mighty Gents dans le rôle de Zeke - Victor Garber – Deathtrap dans le rôle de Clifford Anderson - Cliff Gorman – Chapter Two dans le rôle de Leo Schneider | - Ann Wedgeworth – Chapter Two dans le rôle de Faye Medwick - Starletta DuPois – The Mighty Gents dans le rôle de Rita - Swoosie Kurtz – Le Tartuffe ou l'Imposteur dans le rôle de Mariane - Marian Seldes – Deathtrap dans le rôle de Myra Bruhl               |
| Meilleur acteur de second rôle dans une comédie musicale | Meilleure actrice de second rôle dans une comédie musicale |
| - Lester Rawlins – Da dans le rôle de Drumm - Morgan Freeman – The Mighty Gents dans le rôle de Zeke - Victor Garber – Deathtrap dans le rôle de Clifford Anderson - Cliff Gorman – Chapter Two dans le rôle de Leo Schneider | - Ann Wedgeworth – Chapter Two dans le rôle de Faye Medwick - Starletta DuPois – The Mighty Gents dans le rôle de Rita - Swoosie Kurtz – Le Tartuffe ou l'Imposteur dans le rôle de Mariane - Marian Seldes – Deathtrap dans le rôle de Myra Bruhl               |
| Meilleure mise en scène pour une pièce | Meilleure mise en scène pour une comédie musicale |
| - Melvin Bernhardt – Da - Robert Moore – Deathtrap - Mike Nichols – The Gin Game - Dennis Rosa – Dracula | - Richard Maltby, Jr. – Ain't Misbehavin' - Bob Fosse – Dancin' - Harold Prince – On the Twentieth Century - Elizabeth Swados – Runaways |
| Meilleure partition originale | Meilleure chorégraphie |
| - On the Twentieth Century – Cy Coleman (musique), Betty Comden et Adolph Green (paroles) - The Act – John Kander (musique) et Fred Ebb (paroles) - Runaways – Elizabeth Swados (musique et paroles) - Working – Craig Carnelia, Micki Grant, Mary Rodgers, Susan Birkenhead, Stephen Schwartz et James Taylor (musique et paroles) | - Bob Fosse – Dancin' - Arthur Faria – Ain't Misbehavin' - Ron Lewis – The Act - Elizabeth Swados – Runaways |
| Meilleurs décors | Meilleurs costumes |
| - Robin Wagner – On the Twentieth Century - Zack Brown – L'Importance d'être Constant - Edward Gorey – Dracula - David Mitchell – Working | - Edward Gorey – Dracula - Halston – The Act - Geoffrey Holder – Timbuktu! - Willa Kim – Dancin' |
| Meilleures lumières | |
| - Jules Fisher – Dancin' - Jules Fisher – Beatlemania - Tharon Musser – The Act - Ken Billington – Working | |

## Autres récompenses
Le Regional Theatre Tony Award a été décerné à The Long Wharf Theatre, New Haven, Connecticut. Une récompense fut décernée à Charles Moss et Stan Dragoti, créateurs de I Love New York Broadway Show Tours, à William S. Doyle, Commissaire adjoint de la ville de New York et le Lawrence Langner Memorial Award for Distinguished Lifetime Achievement in the American Theatre fut décerné à Irving Berlin.